# Krispl
Krispl – gmina w Austrii, w kraju związkowym Salzburg, w powiecie Hallein. Liczy 871 mieszkańców (1 stycznia 2015).